# Ostatni krzyk
Ostatni krzyk (zapis stylizowany majsukułą: OSTATNI KRZYK) – siódmy singel polskiego influencera Mortalcia, który został wydany pod pseudonimem Mortal z jego debiutanckiego albumu studyjnego, zatytułowanego Maze. Singel został wypuszczony 6 marca 2024.
Oryginalny teledysk do utworu zdobył prawie 2,5 mln wyświetleń na platformie YouTube (lipiec 2025). Natomiast w serwisie Spotify, utwór osiągnął ponad 2 mln odsłuchań (lipiec 2025).

## Nagrywanie i historia wydania
Utwór wyprodukował Jonatan, który odpowiadał również za miksowanie, mastering utworu i realizację nagrania. Tekst do piosenki napisał Patryk Baran, a kompozycją piosenki zajął się Jonatan Chmielewski. Utwór wykonał influencer Mortal.
Singel ukazał się w formacie digital download 6 marca 2022 w Polsce nakładem wytwórni płytowej Ekipa. Piosenka została umieszczona na debiutanckim albumie studyjnym Mortalcia – Maze.

## Teledysk
Do utworu powstał teledysk w reżyserii Beniamina Jeża, który udostępniono za pośrednictwem platformy YouTube w dzień wydania singla.

## Lista utworów
- Digital download[5]

1. „Ostatni krzyk” – 3:12

## Notowania
| Kraj              | Lista     | Najwyższa pozycja |
| ----------------- | --------- | ----------------- |
| Stany Zjednoczone | Polski FM | 372               |

| Kraj              | Lista     | Pozycja |
| ----------------- | --------- | ------- |
| Stany Zjednoczone | Polski FM | 92      |